# Tipula (Schummelia) inconspicua
Tipula (Schummelia) inconspicua is een tweevleugelige uit de familie langpootmuggen (Tipulidae). De soort komt voor in het Oriëntaals gebied.